# Logogen
Logogen ist ein Begriff aus der Psycholinguistik und der Leseverständnisforschung. Geprägt wurde der Begriff von dem britischen Psycholinguisten John Morton, der 1969 mit seinem Logogen-Modell versuchte, das Leseverstehen bildlich zu verdeutlichen. Als Logogen wird eine bestimmte Form lexikalischer Repräsentation eines Wortes im mentalen Lexikon bezeichnet. Die im Logogen-System gespeicherten Informationen betreffen das „Wissen über Wortformen“, im Gegensatz zum im kognitiven System gespeicherten „Wissen über Wortbedeutungen“.
Nach diesem Modell wird das Logogen als abstrakte Einheit gesehen, die über eine Kombination von Sinnesreizen mit der Repräsentation eines bestimmten Wortes im Gehirn verbunden ist. Diese bestimmt, wie und wann das Wort für das Verständnis zugänglich gemacht wird, indem nach Erreichen eines gegebenen Schwellwertes des Logogens das kognitive System angesteuert wird. Ein Logogen „reagiert“ also auf bestimmte phonetische, visuelle und semantische Eigenschaften des Wortes. Es werden unterschiedliche Logogen-Systeme für die Verarbeitung phonetischer und visueller Wortinformation angenommen. Jedes Logogen hat daher einen spezifischen Aktivierungsgrad und Einsatzbereich. Bei der Verarbeitung von Wortinformationen werden diese von den Logogenen mit entsprechender Sensitivität (d. h. mit den entsprechenden „Rezeptoren“) registriert. Hierdurch erhöht sich der Aktivierungsgrad der betroffenen Logogene und sobald dieser eine bestimmte Grenze übersteigt, wird das Wort vom kognitiven System erkannt und ist ab diesem Moment in seiner Bedeutung verfügbar.
Eine Weiterentwicklung erfuhr das Logogen-Modell 1976 durch K.I. Forster, der es vom rein passiven System zum teilaktiven System erweiterte, in welchem die häufigsten Wörter von vornherein eine niedrigere Aktivierungsgrenze besitzen. Kritiker aus dem deutschen Sprachraum bemängeln, dass im Rahmen des Logogen-Modelles bestimmte für die Entschlüsselung der deutschen Sprache unerlässliche Kodierungsformen nur ungenügend beschrieben würden.

## Weblink
- Ruediger-Weingarten: Rezeption geschriebener Wörter